# A.M. Hirschsprung
Abraham Marcus Hirschsprung (1793 i Friedberg ved Frankfurt am Main – 1871) var en dansk tobaksfabrikant af tysk-jødisk oprindelse.
Han grundlagde i 1826 sin egen tobaksvirksomhed i Østergade 2 på hjørnet af Kongens Nytorv, det vil sige i kælderen under Hotel d'Angleterre. Virksomheden blev i 1858 overtaget af sønnerne Heinrich og Bernhard, og under navnet A.M. Hirschsprung & Sønner udviklede den sig i årene efter til en af branchens førende.